# Rhode Island
Rhode Island (wymowa:/rɵˈdaɪlɨnd/ⓘ) – stan w północno-wschodniej części Stanów Zjednoczonych, na wybrzeżu Oceanu Atlantyckiego, w regionie Nowej Anglii.
Najmniejszy stan pod względem powierzchni, na północy i wschodzie graniczy ze stanem Massachusetts, a na zachodzie z Connecticut. Do 2020 roku oficjalna nazwa stanu brzmiała State of Rhode Island and Providence Plantations, kiedy to skrócono ją wskutek referendum.
Rhode Island jest pierwszym miejscem w Ameryce Północnej, gdzie zniesiono niewolnictwo – 18 maja 1652 r., czyli 138 lat przed przeobrażeniem kolonii Rhode Island w stan Stanów Zjednoczonych. Tutaj powstał pierwszy zbór baptystyczny w Ameryce. Tutaj zorganizowano pierwszą paradę Dnia Niepodległości (4 lipca).
Rhode Island posiada najwyższy odsetek osób pochodzenia portugalskiego i dominikańskiego w Stanach Zjednoczonych, a także należy do stanów z najwyższym odsetkiem osób pochodzenia włoskiego i irlandzkiego.

## Historia

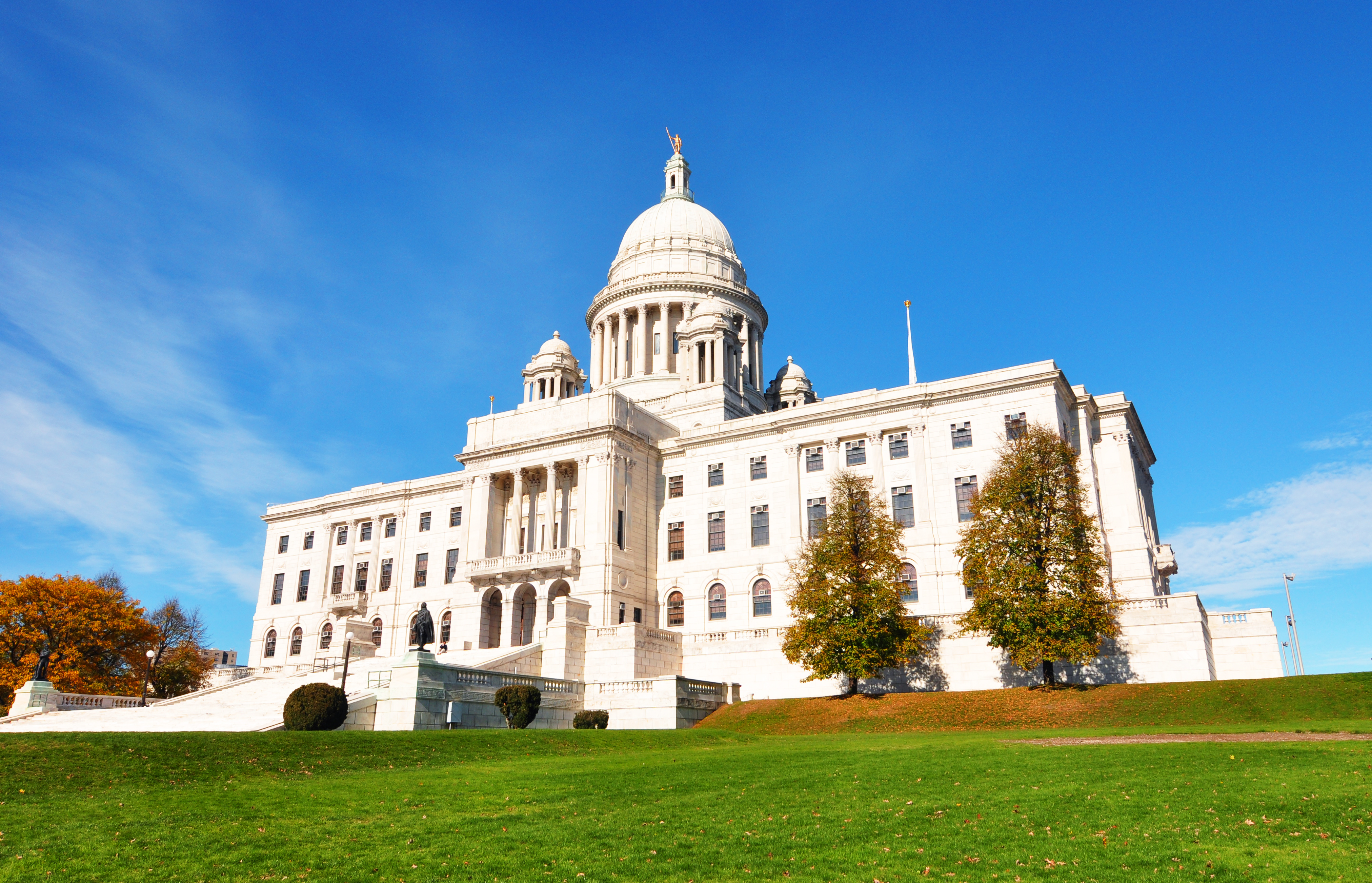
Siedziba władz stanu Rhode Island w Providence

- 1636 – Roger Williams założył osadę Providence
- 1644 – powstanie kolonii
- 1652 – wprowadzenie zakazu sprowadzania do kolonii niewolników
- 1657 – przybycie do kolonii kwakrów
- 1658 – z Holandii przybyli osadnicy żydowscy
- 1675 – pokonanie miejscowych Indian
- 4 maja 1776 jako pierwsza kolonia Rhode Island ogłosiła niezależność od Wielkiej Brytanii
- 29 maja 1790 – ratyfikowanie Konstytucji Stanów Zjednoczonych

Rhode Island, jeszcze jako jedna z 13 kolonii, wprowadziła całkowitą tolerancję wyznaniową i jako drugi po Michigan stan zniosła karę śmierci.

## Warunki naturalne
Klimat stanu Rhode Island – umiarkowany ciepły, morski.

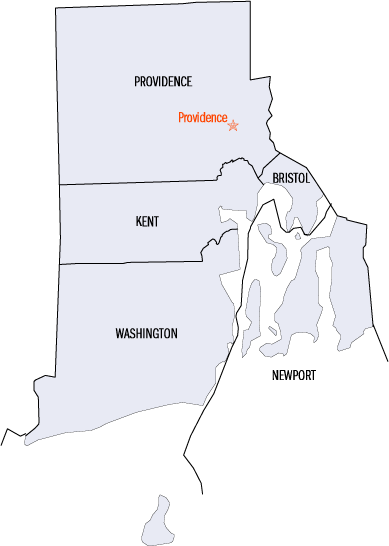
Podział Rhode Island na hrabstwa

## Podział administracyjny
Stan Rhode Island podzielony jest na pięć hrabstw.
1. hrabstwo Bristol. Siedziba władz: Bristol
2. hrabstwo Kent. Siedziba władz: East Greenwich
3. hrabstwo Newport. Siedziba władz: Newport
4. hrabstwo Providence. Siedziba władz: Providence
5. hrabstwo Washington. Siedziba władz: West Kingston(inne języki)

## Miasta
Na terenie stanu Rhode Island znajduje się 8 miast (city). Lista (2022 r.):

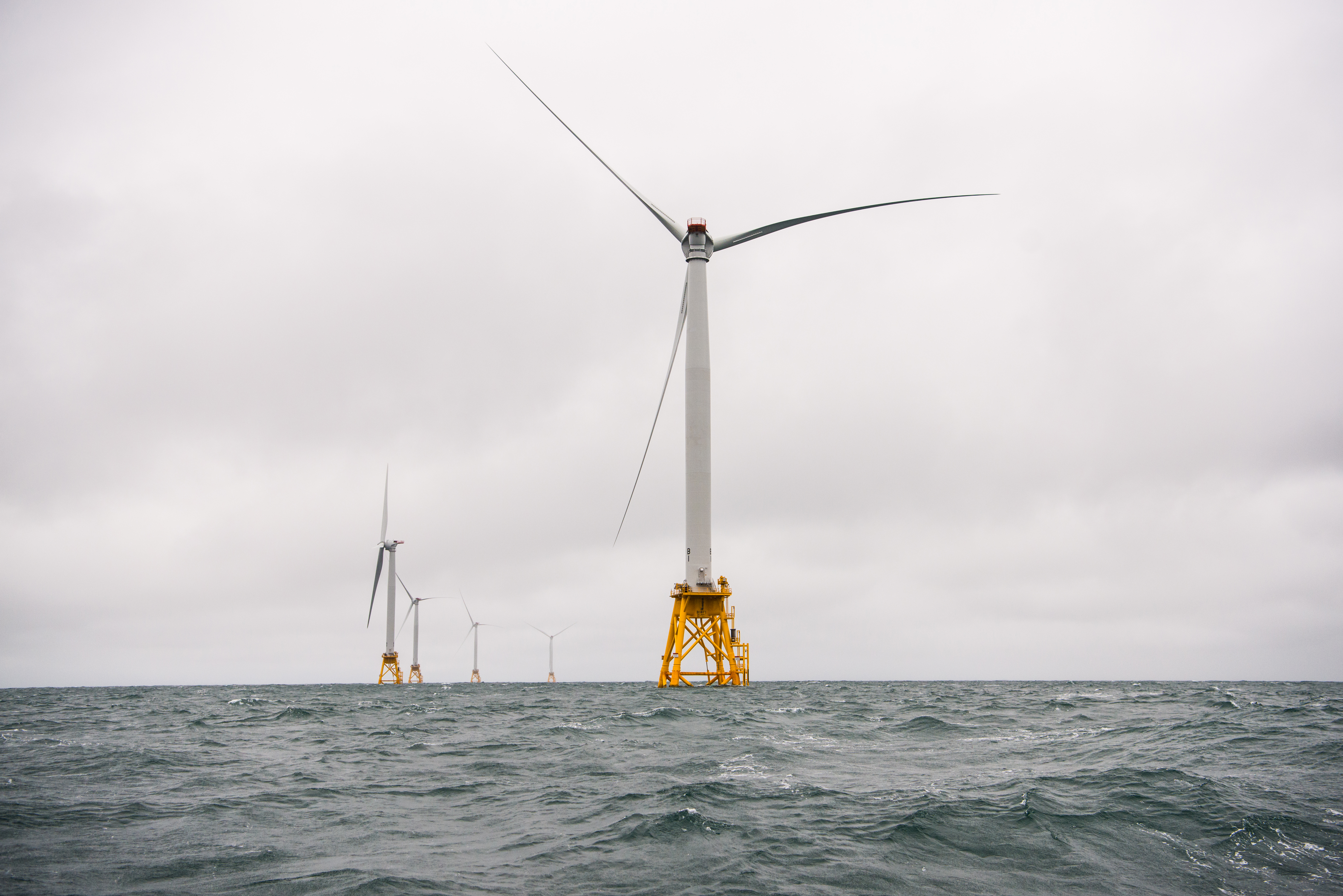
Pierwsza komercyjna morska farma wiatrowa w Stanach Zjednoczonych

- Providence (189 563)
- Warwick (83 016)
- Cranston (82 421)
- Pawtucket (75 066)
- East Providence (46 691)
- Woonsocket (42 942)
- Newport (24 684)
- Central Falls (22 490)

## Demografia
Spis ludności z roku 2020 stwierdza, że stan Rhode Island liczy 1 097 379 mieszkańców, co oznacza wzrost o 44 812 (4,3%) w porównaniu z poprzednim spisem z roku 2010. Dzieci poniżej piątego roku życia stanowią 4,8% populacji, 18,6% mieszkańców nie ukończyło jeszcze osiemnastego roku życia, a 18,9% to osoby mające 65 i więcej lat. 50,9% ludności stanu stanowią kobiety.

### Język
W 2010 roku najpowszechniej używanymi językami są:
- język angielski – 79,18%,
- język hiszpański – 10,41%,
- język portugalski – 3,41%,
- język francuski – 1,36%.

### Rasy i pochodzenie
Według danych pięcioletnich z 2022 roku, 74,6% mieszkańców stanowi ludność biała (69,8% nie licząc Latynosów), 8,4% ma rasę mieszaną, 6,2% to czarnoskórzy Amerykanie lub Afroamerykanie, 3,5% to Azjaci, 0,4% to rdzenna ludność Ameryki i 0,07% pochodziło z wysp Pacyfiku. Latynosi stanowią 16,7% ludności stanu.
Do największych grup należą osoby pochodzenia irlandzkiego (16,7%), włoskiego (15,1%), francuskiego lub francusko–kanadyjskiego (12,2%), angielskiego (10,8%), portugalskiego (7,2%) i dominikańskiego (5,4%). Do innych większych grup należą osoby pochodzenia niemieckiego (53,4 tys.), portorykańskiego (48 tys.), „amerykańskiego” (39,7 tys.), polskiego (35,7 tys.), afrykańskiego subsaharyjskiego (34,5 tys.), gwatemalskiego (27,9 tys.) i szkockiego lub szkocko–irlandzkiego (21,4 tys.).

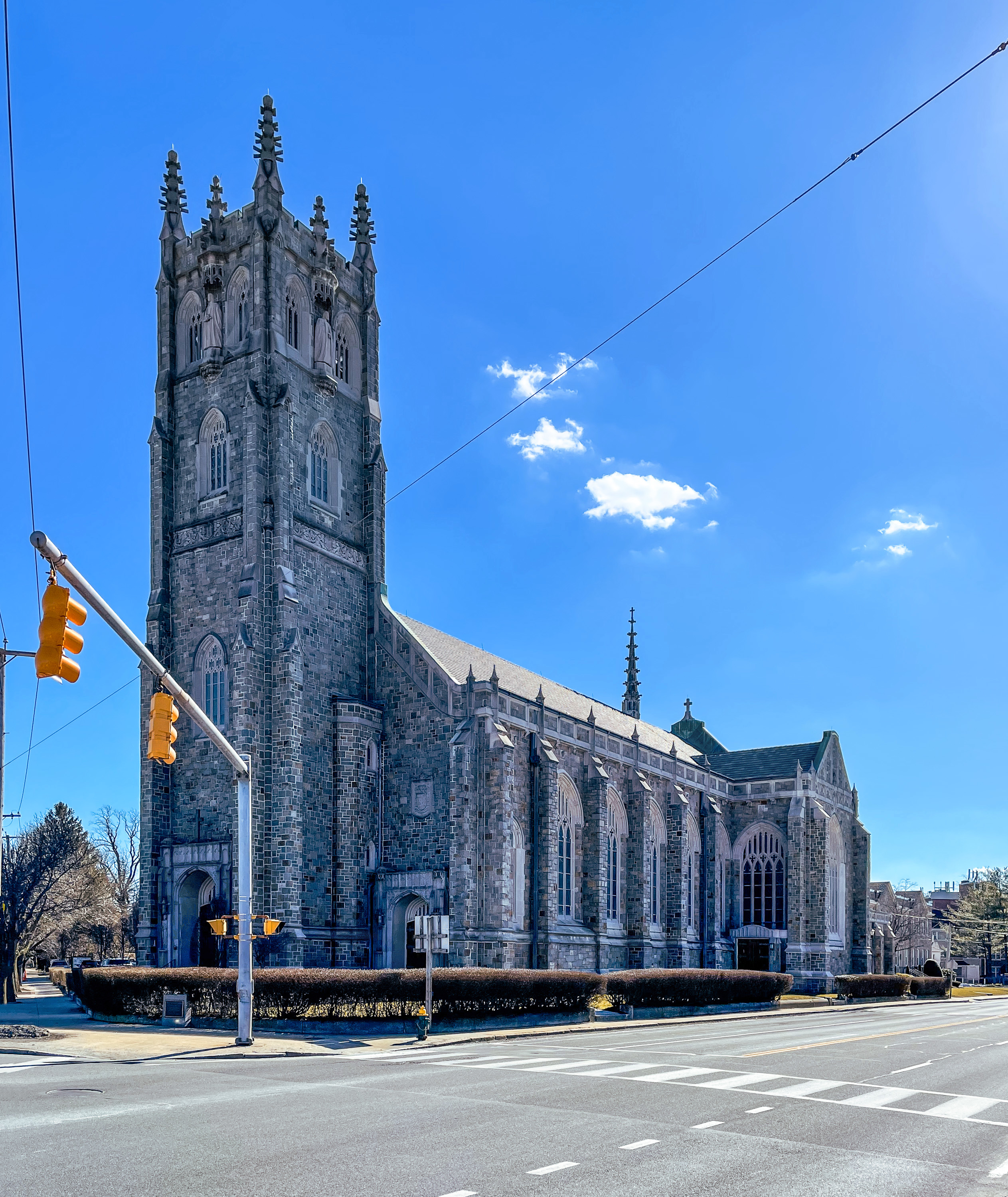
Katolicki Kościół św. Pawła w Cranston

## Religia
Dane z 2014 r.:
- katolicy – 42%,
- protestanci – 30% (głównie zielonoświątkowcy, anglikanie, baptyści, kalwini, metodyści, ewangelikalni i luteranie),
- bez religii – 20% (w tym: 3% agnostycy i 4% ateiści),
- pozostałe religie – 8% (w tym: żydzi, prawosławni, mormoni, świadkowie Jehowy, buddyści, unitarianie uniwersaliści, muzułmanie, bahaiści i hinduiści[12]).

W badaniu Gallupa z 2004 roku wyszło, że Rhode Island jest najbardziej katolickim stanem, gdzie ponad połowa mieszkańców (52%) określała siebie jako katolicy.

## Gospodarka
Ponad dwie trzecie produktu krajowego brutto (PKB) Rhode Island pochodzi z branż usługowych. Największy udział w PKB stanu mają nieruchomości, opieka zdrowotna, finanse i ubezpieczenia oraz władze stanowe i lokalne.

### Przemysł
Działalność produkcyjna Rhode Island obejmuje chemikalia, sprzęt transportowy (w tym stoczniowy przemysł obronny), komputery i elektronikę, tworzywa sztuczne oraz wytwarzanie gotowych wyrobów metalowych.

### Energia
Podobnie jak reszta Nowej Anglii, Rhode Island nie ma żadnych zasobów energii z paliw kopalnych. Gaz ziemny, który napędza niemal całą produkcję energii elektrycznej w Rhode Island i zapewnia ciepło dla ponad połowy gospodarstw domowych, jest w całości dostarczany przez międzystanowe rurociągi. Ponad 7% energii elektrycznej z Rhode Island w 2017 roku pochodziło ze źródeł odnawialnych, głównie ze spalania biomasy.

### Rolnictwo
W 2015 roku największy dochód przyniosły:
- jaja kurze (11,5 mln $),
- hodowla indyków (6,86 mln $),
- jabłka (1,83 mln $),
- hodowla bydła (1,78 mln $) i produkty mleczne (2,97 mln $),
- uprawa ziemniaków (1,49 mln $) i kukurydzy cukrowej (1,18 mln $),
- produkcja siana (573 tys. $),
- hodowla trzody chlewnej (327 tys. $),
- i produkcja miodu (202 tys. $).

## Uczelnie
| - Brown University - Bryant College - Johnson & Wales University - Naval War College - New England Institute of Technology - Community College of Rhode Island | - Providence College - Rhode Island College - Rhode Island School of Design - Roger Williams University - Salve Regina University - University of Rhode Island |

## Inne informacje
- Dewiza: Hope („Nadzieja”)
- Przydomek: Little Rhody, Ocean State („Małe Rhody”, „Stan oceanu”)
- Symbole: kogut z Rhode Island, klon czerwony, fiołek

## W kulturze
W stanie Rhode Island rozgrywa się akcja większości odcinków serialu Family Guy. Główne postaci mieszkają w fikcyjnym mieście Quahog.